# Tarnówka (gmina Grzegorzew)
Tarnówka – wieś w Polsce położona w województwie wielkopolskim, w powiecie kolskim, w gminie Grzegorzew.
Wieś szlachecka położona była w drugiej połowie XVI wieku w powiecie łęczyckim województwa łęczyckiego. W latach 1975–1998 miejscowość należała administracyjnie do województwa konińskiego.

## Części wsi
| SIMC    | Nazwa            | Rodzaj    |
| ------- | ---------------- | --------- |
| 0285327 | Budy Tarnowskie  | kolonia   |
| 0285310 | Tarnówka-Kolonia | część wsi |

## Informacje ogólne
Wieś położona 8 km na południowy wschód od Koła, na lewym brzegu rzeki Rgielewki, przy lokalnej drodze z Grzegorzewa do Umienia, na skrzyżowaniu z lokalnymi do Ladorudza i Olszówki.
W miejscowości znajduje się remiza Ochotniczej Straży Pożarnej. Do lat 80. XX wieku działa także szkoła podstawowa.